# Vincenzo Morani
Vincenzo Morani (* 12. Juli 1809 in Polistena; † 15. Juni 1870 in Rom) in war ein italienischer Maler.

## Biografie
Der Sohn von Fortunato Morano stammt aus einer Familie von Dekorateuren aus San Pietro di Caridà und absolvierte seine erste Ausbildung in der Werkstatt seines Vaters in Polistena.
Nachdem er eine Veranlagung zur Kunst gezeigt hatte, wurde er etwa im Alter von 18 Jahren mit einem bescheidenen Beitrag des Stadtrates nach Neapel geschickt, um dort zu studieren. Dank General Vito Nunziante erhielt er dann ein Stipendium von neun Dukaten pro Monat und konnte sich 1827 an der Reale accademia del disegno di Napoli einschreiben, wo er Costanzo Angelini, Joseph-Boniface Franque und Camillo Guerra als Lehrer hatte.
1830 nahm er an der Biennale Borbonica mit einem Temperabild, der Blick auf einen Tempel, teil. Im selben Jahr beauftragten ihn die Benediktiner mit einem Fresko im Refektorium der Abtei Cava de’ Tirreni und 1832, während er das Werk beendete, traf er den englischen Schriftsteller Sir Walter Scott, der die Miniaturen der in der Abtei aufbewahrten Manuskripte bewunderte und porträtierte ihn. Nach diesem zufälligen Treffen lernte er die aristokratische Welt der in Neapel lebenden Engländer kennen, die ihn beauftragten, einige Porträts zu malen.
1834 erhielt er ein Stipendium für eine Wohnung in der päpstlichen Hauptstadt, in welche er zog. Während er weiterhin an der Biennali Borboniche teilnahm und profitable Beziehungen zum neapolitanischen Adel unterhielt, besuchte er Tommaso Minardi und den Kreis der Puristen, verfeinerte seine Kunst und wurde Professor für bildende Kunst.
1840 fertigte er ein Gemälde mit biblischem Motiv für Prinz Vincenzo Ruffo, Herzog von Antimo, an. Nach der Anerkennung seines Werkes von den Kritikern wurde er von Herzog Marino Torlonia aufgefordert, die Kapelle des Palastes auf der Piazza Venezia mit Fresken zu versehen, und dann von Graf Alessandro, dem Bruder von Marino, für ein weiteres Gemälde in der gleichen Residenz der Torlonia.
1847 malte er im Auftrag Ferdinands II. ein Bild für die Kirche des Friedhofs von Poggioreale, das die Kreuzigung darstellt.
1852 übernahm er einen neuen Auftrag für die Abteikirche von Cava de’ Tirreni. Vor 1856 schickte er drei Gemälde aus Rom und von 1857 bis 1863 arbeitete er an dem Freskenzyklus an den Wänden und Gewölben der Kirche. Sein Meisterwerk ist in diesem Zusammenhang die Kreuzabnahme, die sich auf dem Altar des Querschiffs links befindet.
In den gleichen Jahren wurden seine religiösen Gemälde in verschiedenen Kirchen aufgestellt, darunter im Dom von Capua, die Kirche San Francesco in Gaeta, die Basilika Sankt Paul vor den Mauern in Rom und sogar in der neuen Himmelfahrtskirche in Konstantinopel.
In dieser Arbeit fügte er erfolgreich Porträts, Genrebilder und Werke zu historischen und literarischen Themen hinzu. 1862 schickte er für die Weltausstellung in London ein Gemälde mit einer Episode aus dem dritten Teil der Göttlichen Komödie zusammen mit einer Szene mit römischen Kostümen.
1870 präsentierte er zwei Gemälde auf der Ausstellung Christlicher Kunst in Rom und starb am 15. Juni im Alter von 61 Jahren.

## Werke
- 1830: Blick auf einen Tempel

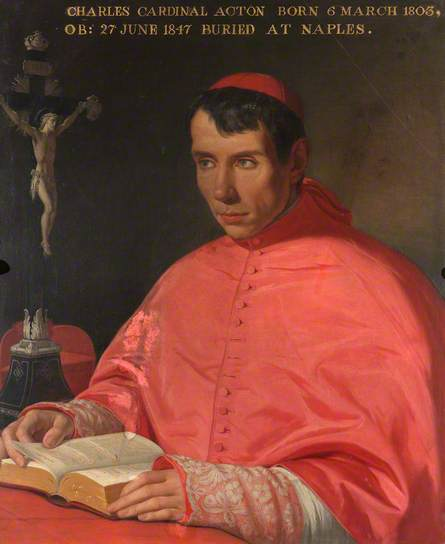
Porträt von Charles Januarius Acton

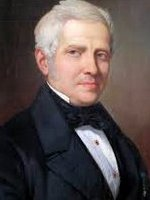
Porträt von Amico Ricci

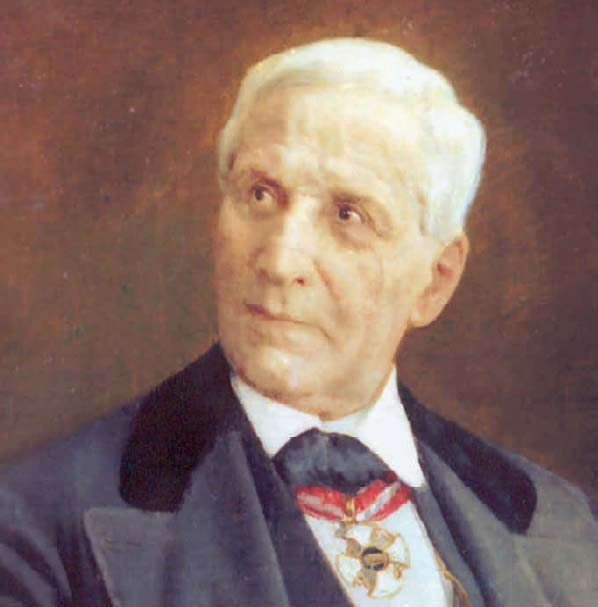
Porträt von Francesco Florimo

- 1830–1832: Urban II. auf dem Weg zur Abtei in Begleitung von Roger von Salerno
- 1832: Porträt von Sir Walter Scott
- 1833: Vater des Verlorenen Sohns
- 1834: Tod des Archimedes (Neapel, Galleria dell’Accademia)
- 1837: Kopie der Erschaffung Adams aus dem Fresko von Michelangelo in der Sixtinischen Kapelle
- 1837: David kehrt siegreich zurück (Neapel, Museo di Capodimonte)
- 1838: Kopie der Versuchung von Adam und Eva von Michelangelos Fresko in der Sixtinischen Kapelle
- 1839: Venus trägt Waffen zu Aeneas
- 1839: Johannes der Täufer, Herodes und Herodias (Neapel, Museo di Capodimonte)
- 1840: Krönung der Ester (Rom, Galleria nazionale d’arte moderna)
- 1844: Apollo der von den Musen Geschenke und Ehrungen erhält (Rom, palazzo Torlonia)
- 1845: Psyche entführt von Zephyr
- 1845: Heilige Familie (Neapel, Palazzo Reale)
- 1847: Kreuzigung (Neapel, Friedhofskirche von Poggioreale)
- 1851: Besuch von Pietro Bembo bei Raffaell Sanzio in der Villa Farnesina
- 1850er Jahre: Tasso am Hof von Alfonso II. d’Este (Neapel, Biblioteca Nazionale)
- 1852–1856: Kreuzabnahme; Heiliger Placidus verabschiedet sich vom Heiligen Benedikt; Martyrium der Heiligen Felicitas und ihrer Söhne (Badia di Cava)
- 1856–1863: Freskenzyklus in Badia di Cava: Tod des Heiligen Benedikt; Christi Himmelfahrt; Die vierundzwanzig Ältesten der Apokalypse vor dem Thron Gottes; Visionen des Heiligen Alferio; die wichtigsten Regeln und die vier Ordenslehrer; Heilige Petrus und Paulus mit Engeln; Moses, David und Engel mit den Passionssymbolen; Heiliger Romuald und Heiliger Bruno mit Engel; die vier Äbtissinnen des Ordens
- 1856–1858: zehn Gemälde mit Heiligen Bischöfen aus Capua
- 1858: Mittagessen auf dem Lande (Museo di Roma in Trastevere)
- 1859: Martyrium von Paolo und Sila in Philippi
- 1861: Gregor der Erleuchter; Leo der Große schickt seine Mitarbeiter, um den Vorsitz über das Konzil von Chalcedon zu führen (Konstantinopel, Himmelfahrtskirche)
- 1862: Dante und Beatrice treffen Piccarda und Königin Konstanze
- 1870: Das wundertätige Boot in Marseille; Flucht nach Ägypten

## Ehrungen, Auszeichnungen und Anerkennungen
- Silbermedaille im Jahr 1833 auf der Biennale Borbonica
- Stipendium im Jahr 1834 für eine Wohnung in Rom
- Honorarprofessor der Real Accademia di belle arti di Napoli
- Goldmedaille im Jahr 1870 auf der Ausstellung Christlicher Kunst in Rom